# Kurt Kirchbach
Max Kurt Kirchbach (zuweilen auch Max Curt; * 23. Februar 1891 in Senftenberg; † 9. Februar 1967 in Freiburg im Breisgau) war ein deutscher Unternehmer, Erfinder und Kunstsammler. Er war der Begründer der Produktion von Bremsbelägen und Kupplungsbelägen in Deutschland.

## Leben und Wirken bis 1933

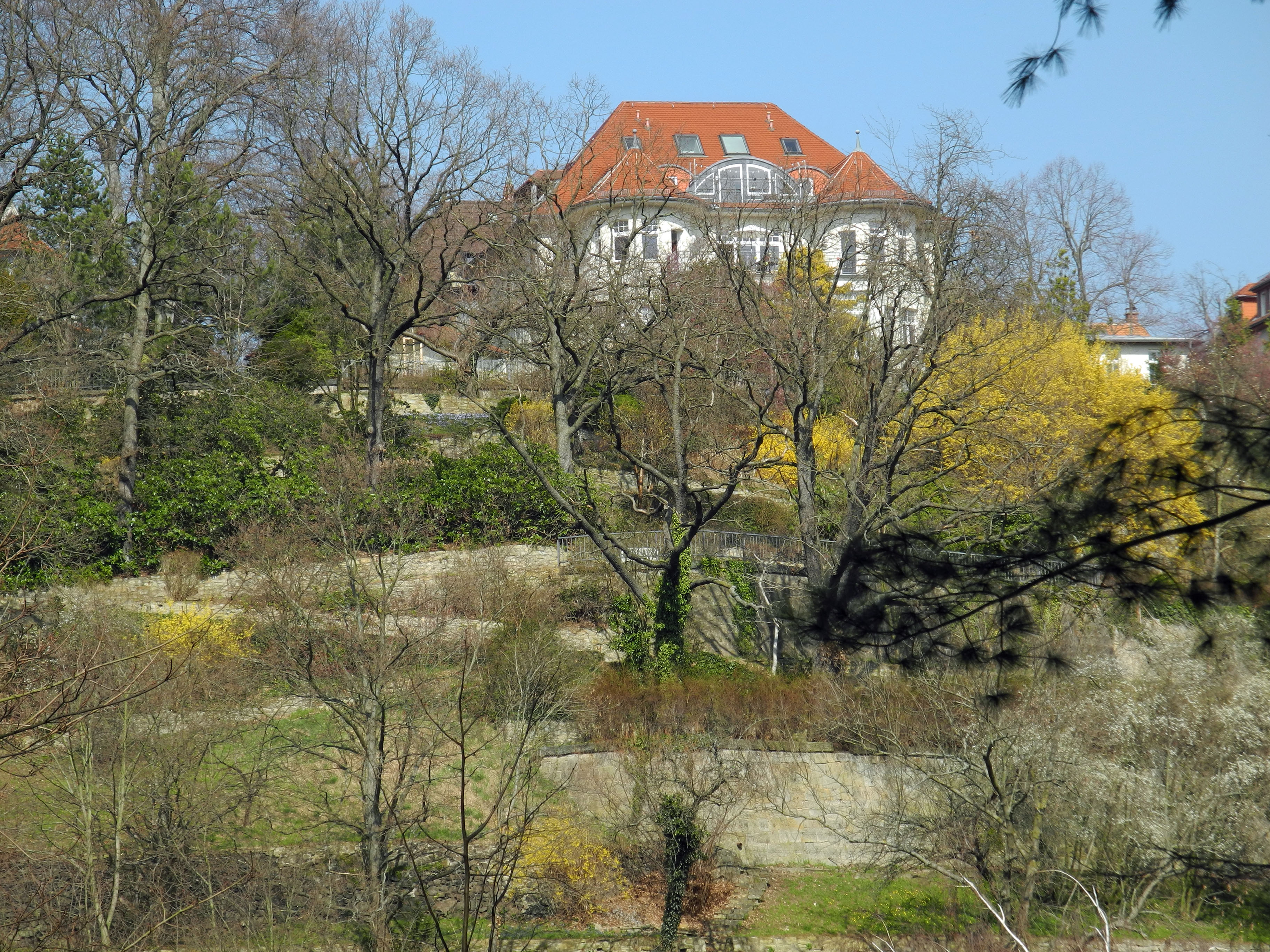
Villa und Terrassengarten in Dresden-Loschwitz, von 1935 bis 1945 von der Familie Kirchbach bewohnt (heute Paulus-Villa, Preußstraße 10)

Kurt Kirchbachs Eltern waren Alma geborene Musäus (1853–1927) und der Kaufmann Julius Hermann Kirchbach (1855–1913). Julius Hermann stammte aus einer in Roßwein ansässigen Tuchmacher-Familie und hatte ein Tuchhandelsgeschäft in Senftenberg in der damaligen Kreuzstraße 4. Die 1891 geborenen Zwillinge (Max) Kurt und (Paul) Ernst wuchsen in Senftenberg auf. Julius Hermann verkaufte im Jahr 1900 Grundstück und Geschäft an den Tuchhändler Max Goldmann (1872?–1950), der noch bis in die 1920er Jahre in Senftenberg als Max Goldmann vorm. H. Kirchbach firmierte. Die Zwillinge besuchten in Dresden das König-Georg-Gymnasium und die Höhere Handelsschule. Julius Hermann gründete 1910 in Coswig bei Dresden die Firma Kirchbach & Co. Die Firma stellte säurefeste Verpackungen, Dichtungen aus Asbestgewebe sowie technische Fette her. Nach der Volljährigkeit mit 21 Jahren wurden die Zwillinge Mitinhaber der kleinen Fabrik und übernahmen diese vollständig, nachdem der Vater 1913 gestorben war.

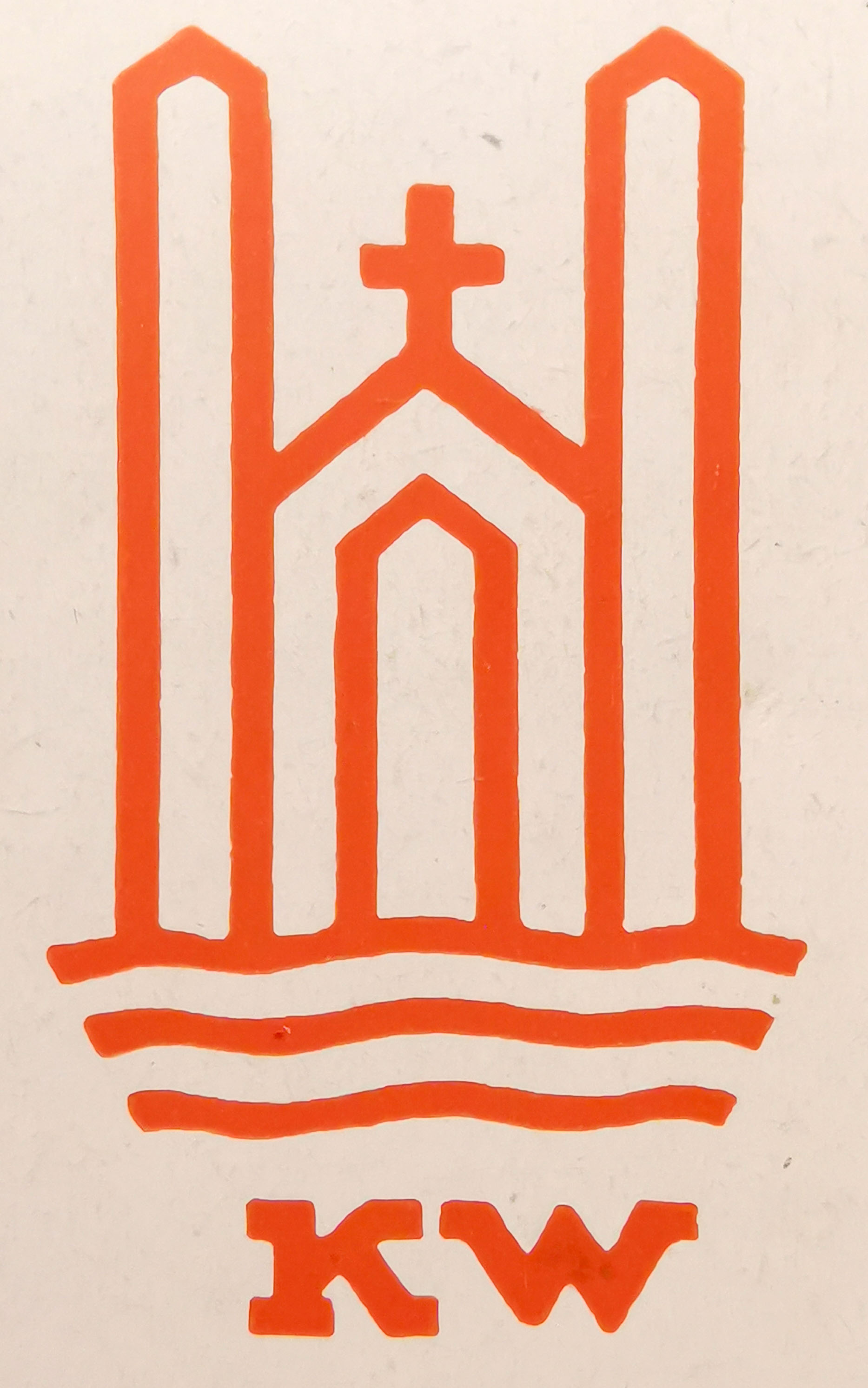
Logo der Kirchbachschen Werke

Einen ersten Auftrag zur Produktion von Reibmaterialien erteilte das Militär. Es bestellte im Jahr 1914 10.000 m Bremsband. Grund war der Ausfall der Lieferungen der Firma Ferodo nach dem Kriegseintritt Großbritanniens. Kirchbachs ließen die Asbestbänder in sächsischen Bandwebereien weben und begannen, in Coswig mit deren Imprägnierung, Formung und Härtung. Ab 1915 lieferte Kirchbach & Co. Bremsbeläge unter dem neuen Markennamen Jurid für die Automobilindustrie, insbesondere an die Firmen Büssing AG, Neue Automobil-Gesellschaft AG (NAG) und Wanderer-Werke AG.
Die Kirchbach-Zwillinge wohnten mit ihrer Mutter Alma in Niederlößnitz. 1919 heiratete Kurt Kirchbach seine erste Ehefrau, die 1892 im oberschlesischen Gleiwitz geborene Meta Marie Leonore Fischer, genannt Lore. Gegen Ende des Ersten Weltkriegs begannen die Zwillinge, neben gewebten Bremsbelägen auch gepresste zu fertigen. Außerdem wurde eine eigene Spinnerei und Weberei eingerichtet. Der Verlust des Zwillingsbruders im Jahr 1920 wog in dieser Zeit besonders schwer. 1921 zogen Kirchbachs in eine Villa in der Radebeuler Kaiser-Friedrich-Allee 1b (heute Dr.-Schmincke-Allee 1b).
Für den weiteren Aufbau des Werkes stellte Kurt Kirchbach im Jahr 1923 den Automobilingenieur Hans Kattwinkel (1883–1958) ein. Kattwinkel kam von der Firma Hansa-Automobil in Varel. Unter Kattwinkel und Kirchbach nahmen die Firma Kirchbach’sche Werke einen großen Aufschwung und ab 1923 wurden zahlreiche Patente angemeldet. Gleichzeitig fertigte man Kupplungsbeläge für Kraftfahrzeuge, wie sie erst Jahre später in den Vereinigten Staaten auftauchten.
Im Privaten fand Kurt Kirchbach im vier Jahre jüngeren Kunsthistoriker und Kunstsammler Hildebrand Gurlitt (1895–1956) einen guten Freund. Kirchbach interessierte sich besonders für die Werke von Lovis Corinth, Emil Nolde, Christian Rohlfs und Franz Marc. Gurlitt war damals Direktor des König-Albert-Museums in Zwickau. Bei einem gemeinsamen Besuch der internationalen Ausstellung Film und Foto des Deutschen Werkbunds im Jahr 1929 reifte der Gedanke des Aufbaus einer Sammlung avantgardistischer Fotografien der 1920er Jahre aus aller Welt. Bis 1932 entstand die erste bedeutende Fotosammlung in Deutschland, die in einer Ausstellung in Hamburg mündete. Es wurden unter anderem Fotografien von László Moholy-Nagy, Man Ray, Umbo und Albert Renger-Patzsch gezeigt. Gurlitt war 1930 in Zwickau entlassen worden und war von 1931 bis 1933 Leiter des Kunstvereins in Hamburg. In dieser Zeit wurde er durch Kurt Kirchbach finanziell unterstützt.
Leonore Kirchbach hatte einen Liebhaber. Nachdem sie schwanger wurde, ließ sich Kurt Kirchbach scheiden. Die Scheidung wurde 1934 rechtskräftig und Leonore nahm 1939 wieder den Namen Fischer an. Kirchbach reiste in der Zwischenzeit zu seinem Freund Gurlitt nach Hamburg. Beide begaben sich Ende Dezember 1933 auf eine längere Bildungsreise nach Neapel, während Gurlitts Frau Helene (1895–1967) mit ihrem noch nicht einmal einjährigem Sohn Cornelius (1932–2014) in Hamburg blieb. In Neapel entstand auch der Gedanke zum Umzug Kurt Kirchbachs in eine 1912 erbaute Villa in die damalige Scheubnerstraße 10 in Oberloschwitz, in der sich vorher das Sanatorium von Dr. Friedrich Kraeger befand. Für die Umgestaltung der neu erworbenen Villa empfahl Gurlitt den Architekten Hans Gerlach, seinen Onkel mütterlicherseits. Kirchbach beorderte Gerlach noch vor Silvester 1933 zur Besprechung nach Neapel.

## Villa und Terrassengarten in Oberloschwitz
Kirchbach ließ ab 1934 in der Villa ein holzgetäfeltes Sammlungszimmer mit zwei Betrachterpulten für Graphiken und Fotografien einrichten. Da viele der Kunstwerke bald zur so genannten Entarteten Kunst gehörten, gab es offenbar keine weiteren Ausstellungen. Unterhalb der Stützmauer für die Terrasse lagen verwilderte Weingärten, die fast bis hinunter zur Grundstraße reichten. Dieser Bereich wurde vom Dresdner Gartengestalter Hans Felix Kammeyer (1893–1973) im Auftrag Kirchbachs zu einem parkähnlichen Garten umgestaltet. Der Terrassengarten Am Sonnenhang gilt als Kammeyers bedeutendste und gartenkünstlerisch wertvollste Anlage. Die 1946 beschlagnahmte Villa wurde Unterkunft für sowjetische Offiziere und danach Gästehaus der Landesregierung. Hier wohnten zeitweise der damalige sächsische Ministerpräsident Max Seydewitz, der Schriftsteller Martin Andersen Nexø und von 1953 bis zu seinem Tode 1957 der Generalfeldmarschall a. D. Friedrich Paulus. Die seitdem so genannte Paulus-Villa dient heute Wohnzwecken und steht zusammen mit Resten des Terrassengartens unter Denkmalschutz.

## Kirchbachsche Werke in Coswig bis 1945

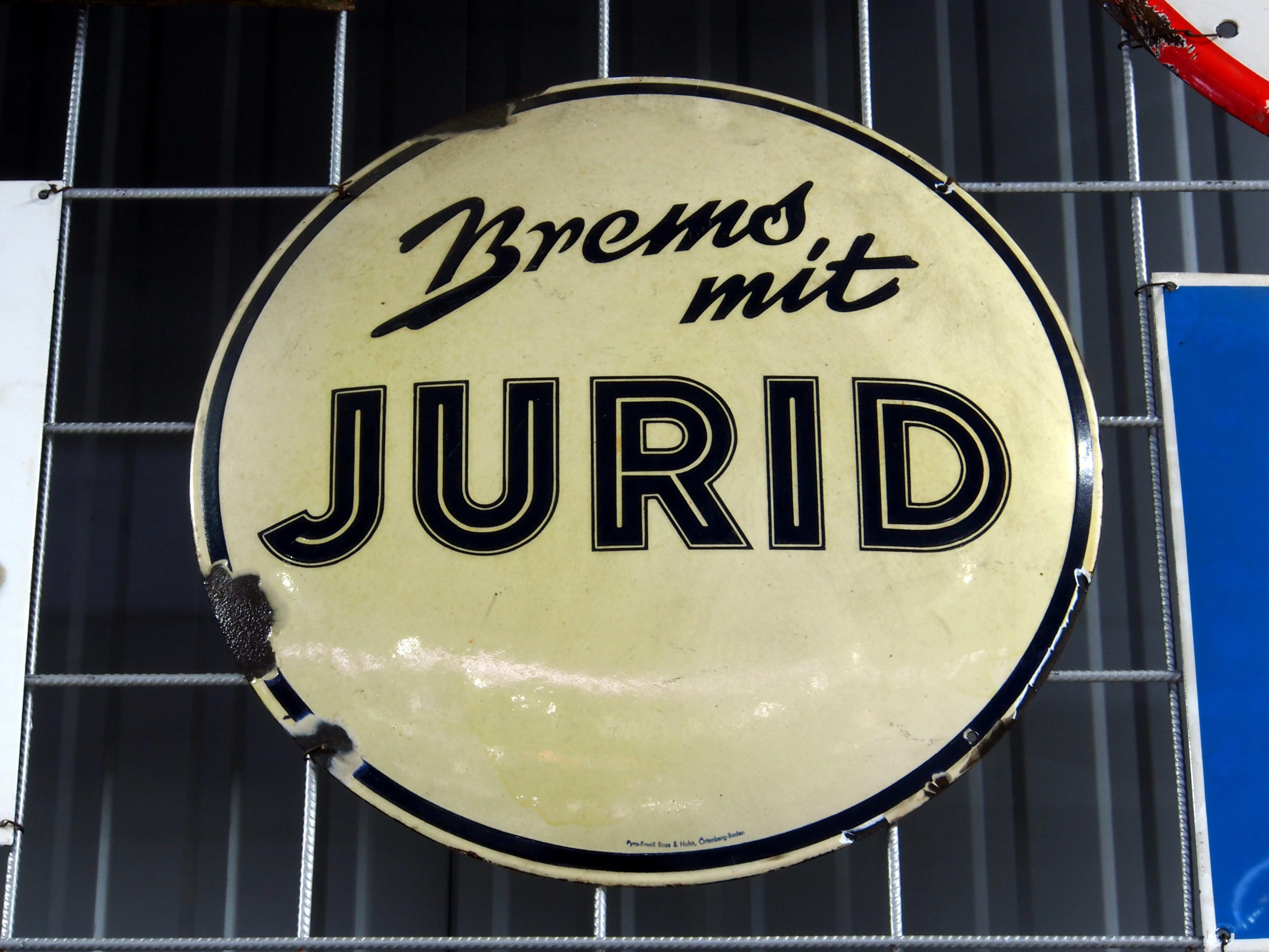
Reklameschild von Jurid

Das Kirchbachsche Unternehmen wurde 1936 von einer Kommanditgesellschaft in eine Aktiengesellschaft umgewandelt, an der Kurt Kirchbach noch zu 45 % beteiligt war. Das Unternehmen wurde, vermutlich aus steuerlichen Gründen, aufgespaltet in die drei Firmen Kirchbachsche Werke AG, Jurid Vertriebsgesellschaft mbH und später noch in eine Patentverwertungsgesellschaft mit dem Namen Kattwinkel, Kirchbach & Co. 1944 waren rund 2000 Arbeiter und Angestellte im Unternehmen beschäftigt. Das Werk in Coswig überstand den Zweiten Weltkrieg völlig unbeschädigt, wurde danach jedoch weitgehend demontiert. Nach dem Krieg wurde unter dem Namen Cosid am gleichen Standort in einem Volkseigenen Betrieb weiter produziert.

## Neubeginn von Jurid nach 1945 und Verkauf der Firma
Kurt Kirchbach ging nach einem kurzen Aufenthalt in Duderstadt nach Düsseldorf-Benrath, wo man schon im Spätsommer 1945 mit fünf Arbeitern unter dem Namen Juridwerk Kurt Kirchbach neu begann. 1949 zog die Fabrik nach Düsseldorf-Grafenberg in die Hohenzollernwerke, die bis 1929 der Aktiengesellschaft für Lokomotivbau Hohenzollern gehörten und während des Krieges für die Rüstungsproduktion genutzt wurden. 1950 hatte man schon wieder 376 Beschäftigte und erzielte einen Umsatz von rund einer Million D-Mark.
Kurt Kirchbach heiratete 1949 zum zweiten Mal, diesmal in Düsseldorf. Seine Ehefrau Hildegard (1907–1995) war die Tochter des Oberlehrers Gustav Reinhold Schmidt. Da weder Kirchbachs noch seine beiden Mitaktionäre Kinder hatten, wurde die Firma im Jahre 1953 an Berthold von Bohlen und Halbach verkauft. Dieser verlagerte die Fabrik im darauf folgenden Jahre nach Glinde bei Hamburg in die Gebäude der 1935 errichteten Kurbelwellenfabrik der Friedrich Krupp AG, die nach 1945 vollständig demontiert wurde. Seit 1957 heißt die Firma Jurid Werke GmbH. 1961 wurde Bernd von Brauchitsch geschäftsführender Direktor der Jurid-Werke, die damals eine Schwestergesellschaft der WASAG waren.
Die 1921 beim Reichspatentamt eingetragene Wort-Bildmarke „Jurid“ wurde 1952 im Internationalen Markenregister als IR163201 registriert. Sie wurde mehrfach umgeschrieben. 2000 übernahm die Honeywell International Inc. Jurid. Aktuell (Stand 2021) ist Inhaber der Marke die Federal-Mogul Bremsbelag GmbH, die 2018 an Tenneco verkauft wurde und nach wie vor in Glinde Bremsbeläge produziert.

## Ruhestand und Tod
Das Ehepaar Kirchbach wohnte noch einige Jahre in der Düsseldorfer Arnoldstraße 20. Im Jahr 1956 holte Hildegard Kirchbach einen Teil der Fotosammlung aus Dresden nach Düsseldorf. 1957 zogen Kirchbachs nach Freiburg im Breisgau in die Silberbachstraße 11, wo Kurt Kirchbach zehn Jahre später verstarb. Wenige Jahre nach Kurts Tod ließ sich seine Witwe in Basel nieder. Sie nahm die bedeutende Kunstsammlung mit, die neben der Fotosammlung auch noch Skulpturen von Ernst Barlach, hunderte Zeichnungen und Graphiken von Corinth, Aquarelle von Nolde sowie Gemälde von Marc, Hans Thoma und Ferdinand Hodler beinhaltete. Nach einem Unfall in ihrer Wohnung zog Hildegard Kirchbach im Dezember 1993 in die Baseler Seniorenresidenz Sanapark. Dort starb sie im Juli 1995 im Alter von 88 Jahren.

## Kirchbachs Erbe
Rund um die Kirchbachsche Fotosammlung gab und gibt es verschiedene Rechtsstreitigkeiten. Schon im Jahre 1997 wurden große Teile als Helene Anderson Collection bei Sotheby’s verkauft. Für einzelne Fotos wurden von teilweise prominenten Käufern wie Elton John umgerechnet mehr als 100.000 Euro geboten. Erst der Kunsthistoriker Herbert Molderings deckte die wahre Provenienz auf, die offenbar von der in Heitersheim wohnenden damaligen Leiterin der Baseler Seniorenresidenz Angelika Burdack und ihrem Ehemann Hans-Joachim Burdack gefälscht wurde. In die Erbstreitigkeiten um das Kirchbach-Erbe war auch der Schweizer Rechtsanwalt Werner Stauffacher (1945–2012) als Erbe der anderen Kunstwerke seiner Mandantin Hildegard Kirchbach involviert. Das Schweizer Bundesgericht erklärte Stauffacher 2006 für erbunwürdig.

## Filme
- Jurid (Dokumentarfilm, Deutschland 1938) Dokumentarfilm (Regie: Friedrich Wollangk, Kamera: Fritz Lehmann, Musik: Walter Schütze, Produktionsfirma: Boehner-Film Fritz Boehner)[29]